# ANIE
All'interno di Confindustria ANIE è l'unica Federazione di primo livello che rappresenta le imprese elettroniche ed elettrotecniche italiane.

## Storia
ANIE nasce nel 1945, nel periodo della ricostruzione e della rinascita associativa del dopoguerra, con l'obiettivo di divenire un «elemento di fusione fra gli industriali associati i quali devono trovare in essa lo strumento per far conoscere i loro problemi tecnici ed economici nel nostro paese e all'estero».
Nata come associazione di categoria aderente a Confindustria, negli anni ottanta diventa federazione nazionale di settore.
Attuale Direttore Generale è Michele Lignola.

## Descrizione

### Organizzazione
ANIE è organizzata in 14 comparti merceologici:
- Ascensori e Scale Mobili - ASSOASCENSORI
- Automazione Industriale - ANIE AUTOMAZIONE
- Cavi e Conduttori Elettrici - ANIE AICE
- Componenti e Sistemi per Impianti - ANIE CSI
- Componenti Elettronici - ANIE COMPONENTI ELETTRONICI
- Energia - ANIE ENERGIA
- Illuminazione - ANIE ASSIL
- Industrie Ferroviarie - ANIE ASSIFER
- Impiantistica Industriale - ANIE ANIMP
- Reti - ANIE RETI
- Rinnovabili - ANIE RINNOVABILI
- Sicurezza ed Automazione degli Edifici - ANIE SICUREZZA
- Vigilanza privata e servizi fiduciari - ANIE ASSIV
- System Integrator Telecomunicazioni - ANIE SIT

## Sedi
La sede principale di ANIE Federazione è a Milano in Via V. Lancetti, 43. ANIE è inoltre presente a Roma in Viale dell'Astronomia, 30 (presso Confindustria); a Bruxelles nella Delegazione di Confindustria presso l'Unione Europea, Avenue de la Joyeuse Entrée 1

## Evoluzione del logo

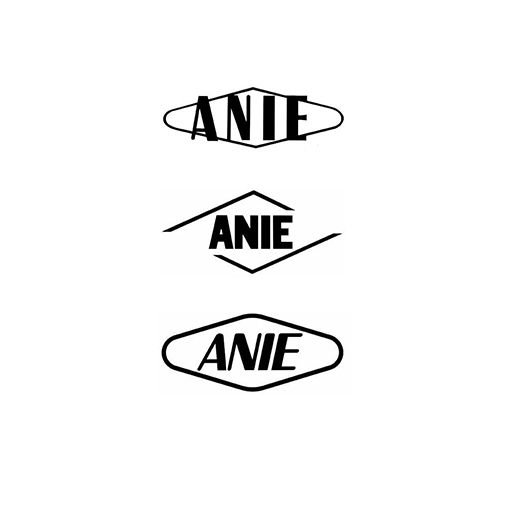
1945-1992 Evoluzione del logo Anie
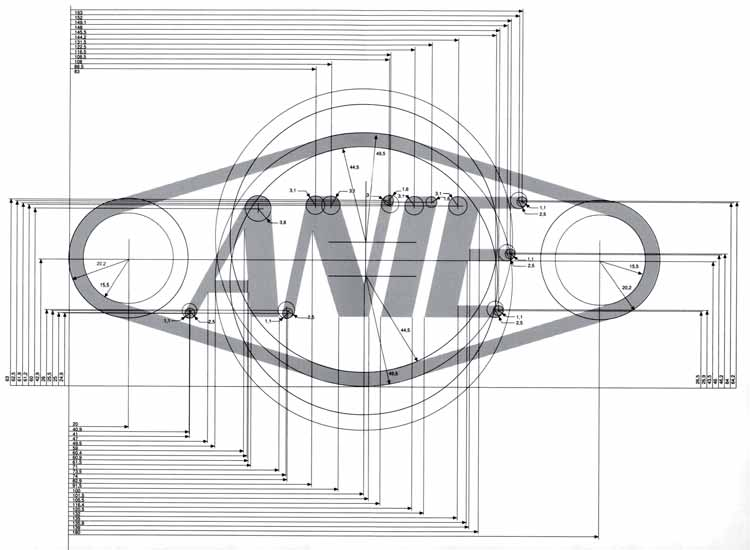
1993- Studio per il logo della nuova Federazione nazionale di categoria
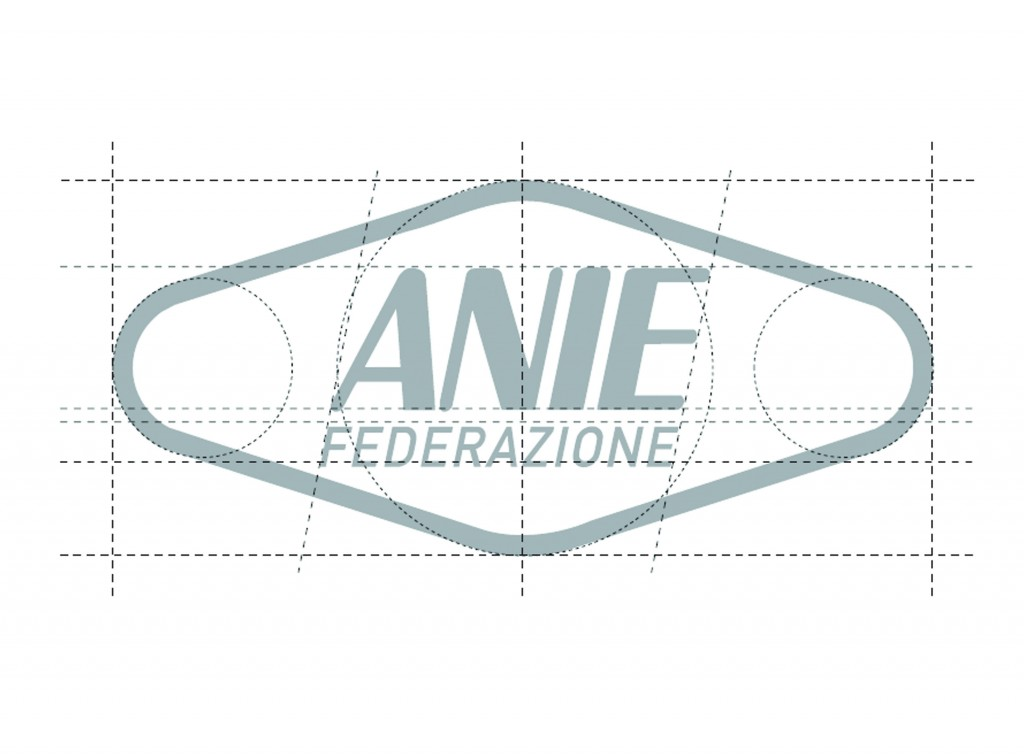
2003- Studio per il restyling del logo di ANIE Federazione

## Il settore in numeri
I numeri dell'industria Elettrotecnica ed Elettronica rappresentata da ANIE nel 2021:
- 76 miliardi di euro di fatturato aggregato[2]
- 22 miliardi di euro di esportazioni[2]
- 500.000 addetti[2]

Dai settori ANIE origina il 30% della spesa in Ricerca&Sviluppo dell'Industria Italiana